# Ascidia sydneiensis
Ascidia sydneiensis is een zakpijpensoort uit de familie van de Ascidiidae. De wetenschappelijke naam van de soort werd in 1855 voor het eerst geldig gepubliceerd door Stimpson.

## Beschrijving
Ascidia sydneiensis is een grote solitaire zakpijpensoort die in kleur kan variëren, en wit, crème, geel, oranje, rood of bordeaux kleurig zijn. De mantel zelf is doorschijnend en de kleur wordt veroorzaakt door pigmentatie op de lichaamswand.

## Verspreiding
Ascidia sydneiensis werd in 1855 voor het eerst beschreven vanuit Sydney (Australië) en is wijdverbreid in de Indo-Pacific, waar wordt aangenomen dat het inheems is. Deze soort is geïntroduceerd in het Caribisch gebied, de zuidwestelijke Atlantische Oceaan en de zuidoostelijke Stille Oceaan. In de Verenigde Staten is het door de scheepvaart op verschillende locaties geïntroduceerd, waaronder Hawaï, het zuidoosten van Florida en de Maagdeneilanden. Het wordt vaak aangetroffen op mangrovewortels en als aangroei op dokken, scheepsrompen en andere kunstmatige constructies in tropische wateren.